# Хёльбаум, Константин
Константин Хёльбаум (нем. Konstantin Höhlbaum; 8 октября 1849, Ревель — 2 мая 1904, Гисен, Гессен) — кёльнский архивариус, историк в Гисене и сотрудником «Книги документов Ганзы».

## Биография
Докторскую степень Хёльбаум получил в 1873 году, будучи студентом Георга Вайца в Гёттингенском университете, защитив диссертацию по ливонским источникам XIV века. Благодаря его знанию истории Ганзейского союза, он был назначен городским архивариусом Исторического архива Кёльна в 1880 году в качестве преемника Леонарда Эннена, где оставался таковым до 1890 года. В 1882 году он внёс значительный вклад в создание «Общества рейнской истории»; В 1888 году он также внёс значительный вклад в основание Кёльнского городского музея. Он редактировал «Известия городского архива Кёльна» и части «Ганзейской книги документов». Этот его выдающийся труд должен был стать частичным изданием заметок кёльнского юриста Германа фон Вайнсберга (1518–1597) в 1886 году. Однако завершить его ему не удалось, поскольку в 1890 году он был назначен на должность профессора в Гисене, которую занимал до своей смерти. В 1889 году он был избран членом-корреспондентом Гёттингенской академии наук.
Он был членом первого совета по памятникам, который собрался на основании нового закона об охране памятников, принятого в Великом Герцогстве Гессен в 1902 году, и одним из авторов первого современного закона об охране памятников в Германии.

## Особенности научной деятельности
Первый этап исследовательской деятельности Хёльбаума был направлен на архивные источники его прибалтийской родины. Он попытался реконструировать рифмованную хронику брата (монаха) Тевтонского ордена Бартоломеуса Хёнеке, которая сохранилась только в одной рукописи. В основу исследований была положена косвенная традиция посредством аналогии хроники бременского нотариуса и историографа Иоганна Реннера, умершего около 1583 года. Хёльбаум составил эту хронику по второму изданию 1582 года на основе рукописи Бременской государственной и университетской библиотеки, отредактированной совместно с Рихардом Хаусманном. Во введении содержится подробная ссылка на содержащийся в ней исходный текст Бартоломеуса Хёнеке.
Позже Хёльбаум обратился к истории Ганзейского союза и Кёльна. Несмотря на то, что его реконструкция «Хроники Хёнеке» была в значительной степени предположительной и содержала множество вопросительных знаков, Хёльбаум, несомненно, был знаком с самым современным методом исторической критики того времени и внёс большой вклад в развитие исследований источников позднего средневековья и XVI века.

## Работы

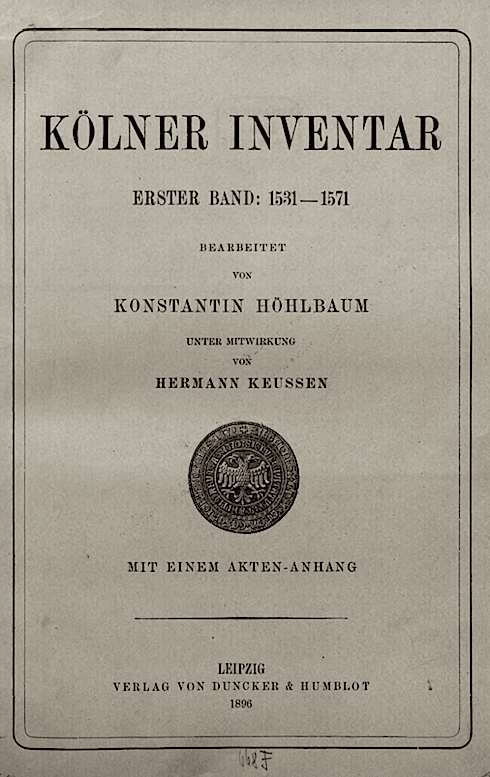
Работа Хёльбаума Кёльнский инвентаризация, 1896.

- Joh. Renner's livländische Historien und die jüngere livländische Reimchronik. Inaugural-Dissertation zur Erlangung der philosophischen Doctorwürde an der Universität Göttingen, von Johann Matthias Konstantin Höhlbaum, Göttingen 1872. (нем.)
- Die jüngere livländische Reimchronik des Bartholomäus Hoeneke, Leipzig 1872. (нем.)
- Beiträge zur Quellenkunde Alt-Livlands, Dorpat 1873. (нем.)
- Hrsg. mit Richard Hausmann: Johann Renners Livländische Historien, Göttingen 1876. (нем.)
- Analecten zur preußischen Geschichte des 14. Jahrhunderts, in: Altpreußische Monatsschrift 16 (1879), S. 301–313. (нем.)
- Die Annalen von Dünamünde, in: Neues Archiv der Gesellschaft für ältere deutsche Geschichtskunde 8 (1883), S. 612–615. (нем.)
- Handschriftliches zur Geschichte Kölns, in: Neues Archiv der Gesellschaft für ältere deutsche Geschichtskunde 9 (1884), S. 221–224. (нем.)
- Vicelin und seine Biographen, in: Forschungen zur Deutschen Geschichte 17 (1877), S. 209–229. (нем.)
- Die zwölf Artikel des Bauern von 1525 niederdeutsch, in: Forschungen zur Deutschen Geschichte 17 (1877), S. 345–351. (нем.)
- Hoeneke, Bartholomäus, in: Allgemeine Deutsche Biographie (ADB). Band 13, Leipzig 1881, S. 70. (нем.)
- Aussagen und Urtheile über den Kölner Aufruhr von 1525, in: Mitteilungen aus dem Stadtarchiv von Köln 21 (1892), S. 45–64. (нем.)
- Das Buch Weinsberg. Kölner Denkwürdigkeiten aus dem 16. Jahrhundert, Erster Band (Publikationen der Gesellschaft für Rheinische Geschichtskunde), 3) Leipzig 1886 (Nachdruck Düsseldorf 2000). (нем.)
- Inventare hansischer Archive des 16. Jahrhunderts. 1. Kölner Inventar, Bd. 1–2, Köln 1896–1903. (нем.)
- Der Kurverein von Rense i. J. 1338, vorgelegt in der Sitzung vom 31. October 1903, Berlin 1903 (Abhandlungen der Königlichen Gesellschaft der Wissenschaften zu Göttingen. Philol.-hist. Klasse.) N.F. 7,3). (нем.)
- Regesten der Erzbischöfe von Mainz, 1897. (нем.)